# Kanina
Kanina là một thị xã của quận Mahendragarh thuộc bang Haryana, Ấn Độ.

## Nhân khẩu
Theo điều tra dân số năm 2001 của Ấn Độ, Kanina có dân số 10.196 người. Phái nam chiếm 52% tổng số dân và phái nữ chiếm 48%. Kanina có tỷ lệ 69% biết đọc biết viết, cao hơn tỷ lệ trung bình toàn quốc là 59,5%: tỷ lệ cho phái nam là 79%, và tỷ lệ cho phái nữ là 59%. Tại Kanina, 14% dân số nhỏ hơn 6 tuổi.